# Binche
Binche (vallonsk: Bince) er en by i Vallonien i det sydlige Belgien. Byen ligger i provinsen Hainaut ved grænsen til Frankrig og blev grundlagt i det 12. århundrede. Indbyggertallet er pr. 2005 på 32.394, og arealet er 60,66 km².